# Maniac (canção de Michael Sembello)
"Maniac" é uma canção do filme Flashdance de 1983 que foi escrita por Dennis Matkosky e seu intérprete, Michael Sembello. A ideia original para a música veio a Matkosky enquanto assistia a uma reportagem sobre um serial killer, que inspirou letras horríveis que ele e Sembello expandiram depois de encontrar um filme de terror de 1980 com o mesmo nome (Maniac). Quando o diretor de Flashdance, Adrian Lyne, se apegou à demo da música usada durante as filmagens, seu supervisor musical Phil Ramone solicitou letras mais apropriadas para sua história de dançarina e trabalhou com Sembello para produzir uma nova versão para a trilha sonora. A nova gravação foi usada para uma cena em que a protagonista Alexandra Owens treina rigorosamente em casa.
Depois que o filme se tornou um sucesso surpresa, um videoclipe foi feito usando cenas do filme e começou a ser exibido no canal a cabo MTV em maio de 1983, coincidindo com o lançamento do single. A música passou duas semanas em 1° lugar na Billboard Hot 100 e teve um bom desempenho em vários países. Como seu vídeo foi exibido extensivamente na MTV e Flashdance se tornou o terceiro filme de maior bilheteria de 1983 nos EUA, Hollywood começou a ver os videoclipes como uma maneira lucrativa de comercializar filmes.

## Prêmios e indicações
A trilha sonora do filme Flashdance venceu o Grammy Award para Melhor Trilha Orquestrada de Mídia Visual em 1983.
No Oscar 1984, a canção foi uma das duas de Flashdance a ser indicada na categoria Melhor Canção Original. A outra foi "Flashdance... What a Feeling", de Irene Cara, que venceu o prêmio.

## Desempenho nas paradas musicais
| Parada musical (1983)                   | Melhor posição |
| --------------------------------------- | -------------- |
| Estados Unidos - Billboard Hot 100      | 1              |
| Estados Unidos - Adult Contemporary     | 34             |
| Estados Unidos - Mainstream Rock Tracks | 34             |
| Nova Zelândia - New Zealand Charts      | 7              |
| Países Baixos - IRMA                    | 10             |
| Suíça - Schweizer Hitparade             | 2              |